# アイルワースのモナ・リザ
『アイルワースのモナ・リザ』（英語: Isleworth Mona Lisa）は、盛期ルネサンスのイタリアの巨匠レオナルド・ダ・ヴィンチが描いたもう一枚の『モナ・リザ』とされる絵画である。16世紀の作品であるルーブル美術館の『モナ・リザ』よりもモデルが若いことが特徴で構図もほぼ同じであり、真贋が議論されている。

## 来歴
1913年にアートコレクターのヒュー・ブレイカーがサマセットの貴族の家からこの絵を発見し、ロンドンのアイルワースにあるアトリエに運び込んだ。この絵画は第一次世界大戦中に安全な保管場所を求めてアメリカへ渡り、戦後になってからイタリアで調査が行われた。1960年代にアメリカ人のヘンリー・ピューリツァーが購入し、絵画をスイスの金庫に保管するとともに、『モナ・リザはどこにいる？』というタイトルの本を自分の会社であるピューリッツァー・プレスから出版し、この絵画こそレオナルドが描いたリザ・デル・ジョコンドの肖像画だという説を唱えた。ピューリツァーの死後も絵画はしばらくの間金庫におさめられたままだったが、2008年に匿名の財団が購入している。

## 真贋
| モナ・リザとラファエロの『一角獣を抱く貴婦人』。 |  | モナ・リザとラファエロの『一角獣を抱く貴婦人』。 |
| モナ・リザとラファエロの『一角獣を抱く貴婦人』。 |  |                                                  |

『岩窟の聖母』同様、レオナルドが2枚の『モナ・リザ』を描いたという説は16世紀から語られていた。ピューリツァーをふくめこの絵をレオナルドの作とする人間が依拠しているのは伝記作家ジョルジョ・ヴァザーリである。彼はレオナルドが1503年に『モナ・リザ』を描き始め、未完成のままに終わったと書いていたのである。さらに同時代の画家ラファエロ・サンティが『モナ・リザ』を素描しており、それにはルーブル美術館版の『モナ・リザ』にはない円柱が描き込まれていたことも真作説を補強する材料となった。
アイルワース版に描かれた女性は、ルーブル美術館の『モナ・リザ』よりも10歳ほど若くみえる。作品としてはルーブルのものよりやや大きく、色も鮮やかである。姿勢や顔つきなどはよく似ているが、背景は異なり、これまでの真作説をなぞるように未完成な部分を残し、両側に円柱も描かれている。美術史家のデビッド・フェルドマンによれば、「非常に初歩的な数学的分析」の結果、「〔腰かける二人のあらゆる要素が〕正確に同じ位置にある」こともわかったという。このフェルドマンもメンバーであるスイスのチューリッヒに本拠を置くNPOモナ・リザ財団は、35年以上にわたる調査をもとに「あらゆる角度から」この絵画が『モナ・リザ』の初期バージョンであると結論づけた。
一方、オックスフォード大学の教授マーティン・ケンプは―直接この絵画を鑑賞したことはないことを認めつつ―模写であると主張している。彼によれば『アイルワースのモナ・リザ』は、女性のヴェールや髪の毛のほか、衣服をおおう透明な層、手の組み方といったオリジナルの繊細なディテールを写し損ねており、また模作にありがちなことだが背景の大気と女性の表情にもとらえどころのない深みが欠けていること、さらにレオナルドが好んだ木板ではなくカンバスに描かれていることなども真作であることを疑わせるとしている。またケンプは赤外線リフレクトグラフィーとX線による検査もこの絵画の作者がレオナルドではないことを示していると述べており、『モナ・リザ』が若くみえるのもあくまで模倣者がそのように描いたからではないかと語っている。
なお、ルーブル美術館はアイルワース版に関し、コメントを拒否している。

## 脚註
1. 1 2 3 4 5 6  “'Early Mona Lisa' painting claim disputed”.   BBC News (2012年9月27日). 2012年9月28日閲覧。
2. 1 2 3  “Group claims Da Vinci painted earlier Mona Lisa”.   The Telegraph (2012年9月28日). 2012年9月28日閲覧。
3. 1 2 3  “Did Leonardo paint another Mona Lisa? (...who was younger, prettier and happier)”.   Mail Online (2012年9月25日). 2012年9月28日閲覧。
4. ↑  “「若かりしモナ・リザ」の肖像、ダ・ヴィンチ作品との鑑定結果”.   AFP BB (2012年9月28日). 2012年9月28日閲覧。

## 関連文献
- Pulitzer, Henry E. (1966 or 1967 エラー: 日付が正しく記入されていません。（説明）). Where is the Mona Lisa?. London: Pulitzer The book lacks both a copyright date and an ISBN.
- Wilson, Colin and Wilson, Damon (2000). The Mammoth Encyclopedia of the Unsolved. New York: Carroll & Graf. pp. 364–366. ISBN 0-7867-0793-3
- Vasari, Giorgio (1998). The Lives of the Artists. Oxford: Oxford University Press. ISBN 0-19-283410-X